# Copa Claro 2014
Copa Claro 2014 byl tenisový turnaj pořádaný jako součást mužského okruhu ATP World Tour, který se hrál v areálu Buenos Aires Lawn Tennis Clubu na otevřených antukových dvorcích. Konal se mezi 8. a 16. únorem 2014 v argentinském hlavním městě Buenos Aires jako 17. ročník turnaje.
Turnaj s rozpočtem 484 100 dolarů patřil do kategorie ATP World Tour 250. Nejvýše nasazeným hráčem ve dvouhře byl obhájce trofeje Španěl David Ferrer, který celý turnaj vyhrál.

## Mužská dvouhra

### Nasazení
| Stát       | Hráč              | ATP1) | Nasazení |
| ---------- | ----------------- | ----- | -------- |
| Španělsko  | David Ferrer      | 5.    | 1.       |
| Itálie     | Fabio Fognini     | 15.   | 2.       |
| Španělsko  | Tommy Robredo     | 16.   | 3.       |
| Španělsko  | Nicolás Almagro   | 18.   | 4.       |
| Španělsko  | Marcel Granollers | 35.   | 5.       |
| Nizozemsko | Robin Haase       | 41.   | 6.       |
| Argentina  | Juan Mónaco       | 42.   | 7.       |
| Francie    | Jérémy Chardy     | 44.   | 8.       |

- 1) Žebříček ATP k 3. únoru 2013.

### Jiné formy účasti
Následující hráči obdrželi divokou kartu do hlavní soutěže:
- Facundo Argüello
- David Ferrer
- Guido Pella

Následující hráči postoupili z kvalifikace:
- Martín Alund
- Cristian Garín
- Máximo González
- Rubén Ramírez Hidalgo

### Odhlášení
- Rafael Nadal

### Skrečování
- Robin Haase (poranění zad)

## Mužská čtyřhra

### Nasazení
| Stát      | Hráč                 | Stát      | Hráč                | ATP1) | Nasazení |
| --------- | -------------------- | --------- | ------------------- | ----- | -------- |
| Španělsko | Marcel Granollers    | Španělsko | Marc López          | 47.   | 1.       |
| Kolumbie  | Juan Sebastián Cabal | Kolumbie  | Robert Farah Maksúd | 94.   | 2.       |
| Rakousko  | Oliver Marach        | Rumunsko  | Florin Mergea       | 97.   | 3.       |
| Uruguay   | Pablo Cuevas         | Argentina | Horacio Zeballos    | 100.  | 4.       |

- 1) Žebříček ATP k 3. únoru 2013; číslo je součtem umístění obou členů páru.

### Jiné formy účasti
Následující páry obdržely divokou kartu do hlavní soutěže:
- Facundo Bagnis /  Federico Delbonis
- Máximo González /  Eduardo Schwank

## Přehled finále

### Mužská dvouhra
- David Ferrer vs.  Fabio Fognini, 6–4, 6–3

### Mužská čtyřhra
- Marcel Granollers /  Marc López vs.  Pablo Cuevas /  Horacio Zeballos, 7–5, 6–4